# Woodcock
Woodcock é um distrito localizado no estado norte-americano de Pensilvânia, no Condado de Crawford.

## Demografia
Segundo o censo norte-americano de 2000, a sua população era de 146 habitantes.
Em 2006, foi estimada uma população de 139, um decréscimo de 7 (-4.8%).

## Geografia
De acordo com o United States Census Bureau tem uma área de
1,5 km², dos quais 1,5 km² cobertos por terra e 0,0 km² cobertos por água.

## Localidades na vizinhança
O diagrama seguinte representa as localidades num raio de 16 km ao redor de Woodcock.